# 达达萨赫布·法尔克

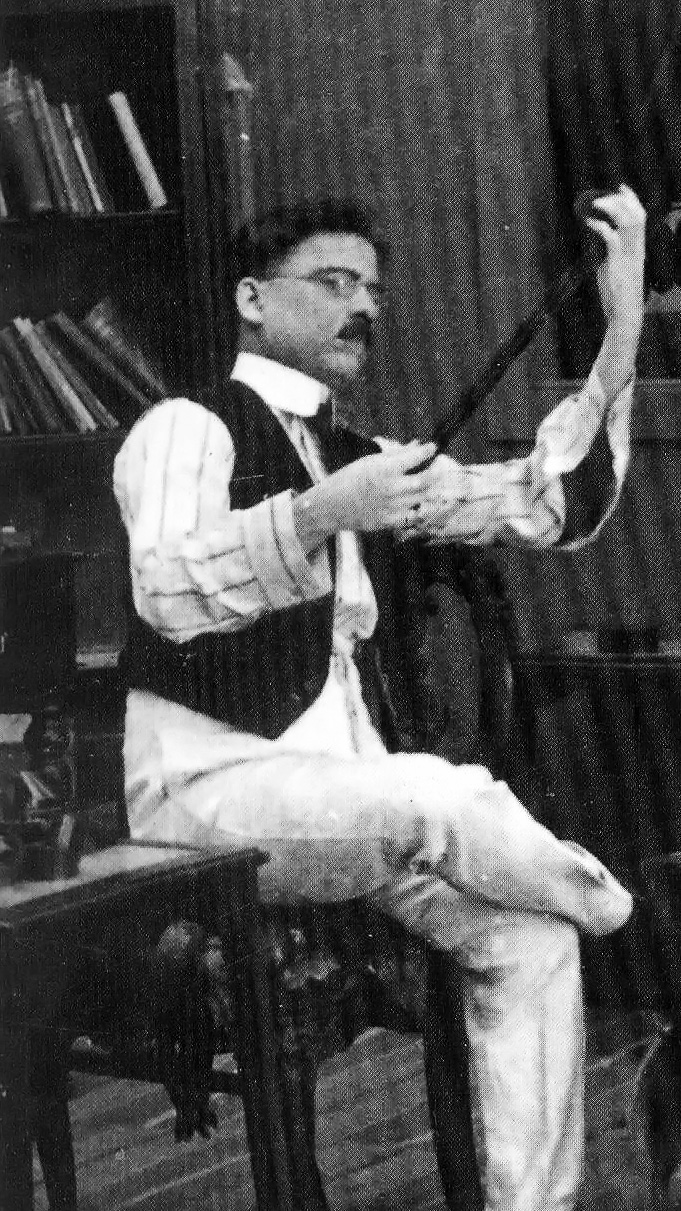
达达萨赫布·法尔克

达达萨赫布·法尔克（1870年4月30日 - 1944年2月16日），是一位印度制片人、导演、编剧，他被稱为“印度电影之父”。 他的处女作於1913年上映，也是有記載以來第一部印度电影，他一共拍摄了94部长片和27部短片。印度政府為了紀念他，特意设立了达达萨赫布·法尔克奖。